# Марион (Индиана)
Марион (англ. Marion) — город и административный центр округа Грант в штате Индиана США. По данным переписи 2020 года, численность населения составляла 28 310 человек.

## Население
| 2010   | 2020    |
| ------ | ------- |
| 29 948 | ↘28 310 |